# Nederland op de Paralympische Winterspelen 2010
Nederland is een van de landen die deelnam aan de Paralympische Winterspelen 2010 in het Canadese Vancouver. Het is de zevende keer dat Nederland was vertegenwoordigd. De vorige deelname dateerde van 2002. 
De skiër Kees-Jan van der Klooster was de enige deelnemer. Omdat hij al op de eerste dag in actie moest komen, nam hij niet deel aan de openingsceremonie en was het skibondscoach Falco Teitsma die de nationale vlag droeg. 

## Alpineskiën
| Atleet                    | Onderdeel             | Finale  | Finale | Finale  | Finale | Finale         | Finale         |
| Atleet                    | Onderdeel             | Run 1   | Run 1  | Run 2   | Run 2  | Totaal         | Totaal         |
| Atleet                    | Onderdeel             | Tijd    | Rang   | Time    | Rang   | Tijd           | Rang           |
| ------------------------- | --------------------- | ------- | ------ | ------- | ------ | -------------- | -------------- |
| Kees-Jan van der Klooster | Afdaling, zittend     |         |        |         |        | Niet gefinisht | Niet gefinisht |
| Kees-Jan van der Klooster | Reuzenslalom, zittend | 1.31,03 | 23     | 1.36,08 | 19     | 3.07,11        | 17             |
| Kees-Jan van der Klooster | Super-G, zittend      |         |        |         |        | 1.31,95        | 23             |